# Pfarrkirche Regau

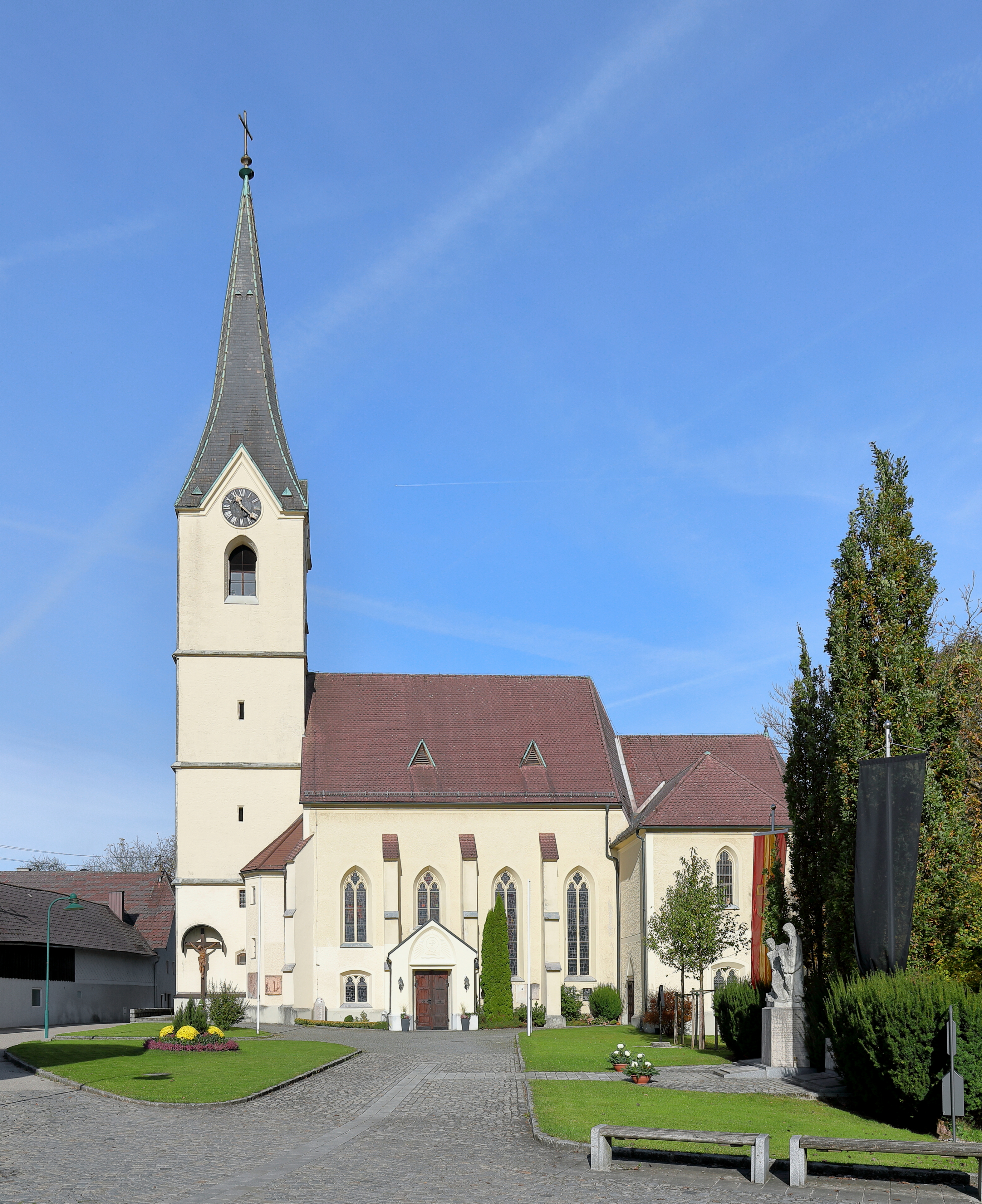
Kath. Pfarrkirche hl. Petrus in Regau

Die römisch-katholische Pfarrkirche Regau steht im Ort Regau in der Marktgemeinde Regau im Bezirk Vöcklabruck in Oberösterreich. Die auf den heiligen Petrus geweihte Kirche – dem Stift Sankt Florian inkorporiert – gehört zum Dekanat Schwanenstadt in der Diözese Linz. Die Kirche und die ehemalige Friedhofsfläche stehen unter Denkmalschutz.

## Pfarrgeschichte
Das Pfarrgebiet gehörte ursprünglich zur Großpfarre Schöndorf. 1732 errichtete der Passauer Bischof eine Lokalkaplanei, damit wohnte ein Priester in Regau. Im Zuge der Josephinischen Reformen wurde Regau 1784 eine eigenständige Pfarre. Die Pfarre ist dem Augustiner-Chorherrnstift St. Florian inkorporiert, das auch die Priester nach Regau entsendet. Als 1968 die Pfarre Maria Puchheim gegründet wurde, musste die Pfarre Regau Gebiete an diese abtreten. Im Pfarrgebiet gibt es neben der Pfarrkirche noch die Filialkirche St. Vitus in Oberregau.
Siehe auch: Geschichte Regaus

## Kirchengeschichte
Eine Kirche wurde 1199 urkundlich genannt. Die spätgotische Kirche zeigt am Turm die Jahresangabe 1494. Das Langhaus wurde von 1885 bis 1887 erhöht und erweitert.

## Beschreibung
Der spätgotische dreijochige netzrippengewölbte Chor hat einen Dreiachtelschluss. Der spätgotische Westturm trägt einen neuen Spitzhelm. Die anfänglich zweischiffige Hallenkirche wurde bei einem Umbau in den Mauern erhöht und einschiffig vierjochig erweitert.
Die Einrichtung ist neugotisch. Das ehemalige Hochaltarbild Schlüsselübergabe an Petrus malte Daniel Miller (1641).